# Schwaz
Schwaz (phát âm tiếng Đức: [ˈʃvaːts] ⓘ) là một thành phố thuộc bang Tyrol của Áo. Đây là trung tâm hành chính của huyện Schwaz. Schwaz nằm trong thung lũng sông Inn hạ.

## Vị trí
Schwaz nằm giữa Thung lũng hạ Inn dưới chân núi Kellerjoch và Eiblschrofen. Thành phố này nằm cách khoảng 30 km (19 mi) về phía đông của Innsbruck.
Diện tích của thành phố là 20,17 km2 (7,79 dặm vuông Anh).
Các cộng đồng lân cận gồm có: Buch bei Jenbach, Fügenberg, Gallzein, Pill, Stans, và Vomp.

## Lịch sử
Schwaz lần đầu tiên được ghi chép với tên gọi „Sûates“ trong một văn kiện có niên đại 930–931. Các Bá tước Tyrol cai quản Schwaz từ pháo đài lân cận Burg Freundsberg. Vào thời kỳ hưng thịnh trong thế kỷ 15 và 16, đây là một trung tâm khai thác bạc quan trọng, đem lại nguồn tài nguyên khoáng sản cho gia tộc ngân hàng Fugger và thông qua họ cho các hoàng đế Áo. Trong giai đoạn này, dân số khoảng 20.000 người đã biến Schwaz trở thành thành phố lớn thứ hai trong Đế quốc Áo, chỉ sau Viên.
Schwaz được Hoàng đế Franz Joseph I của Áo trao quyền thành phố vào năm 1898.

## Kinh tế
Ba công ty công nghiệp lớn có trụ sở tại Schwaz:
- Tyrolit – nhà sản xuất đá mài liên kết có hoạt động toàn cầu
- Adler Lacke – doanh nghiệp gia đình chuyên sản xuất hệ thống sơn phủ
- DAKA – công ty quản lý chất thải khu vực

## Nhân vật nổi bật

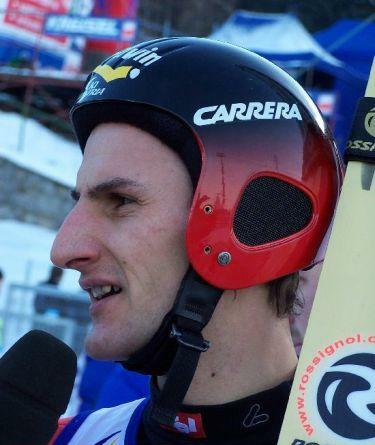
Martin Hoellwarth, 2004

- Georg Scherer (1540 – 1605), một nhà giảng thuyết Công giáo và nhà tranh luận.[3]
- Albert Jäger (1801–1891), linh mục và nhà sử học Áo, chuyên nghiên cứu Lịch sử Tyrol.
- Maximilian Joseph von Tarnóczy (1806–1876), Hồng y người Áo và Tổng Giám mục Salzburg.
- Cordula Wöhler (1845–1916), tác giả người Đức về thơ ca và thánh ca Kitô giáo, sống tại địa phương từ năm 1881.
- Joseph Messner (1893–1969), nhạc sĩ, nhà soạn nhạc và linh mục người Áo.
- Hans Köchler (sinh 1948), giáo sư triết học đã nghỉ hưu tại Đại học Innsbruck.

### Thể thao
- Traudl Hecher (1943–2023), vận động viên trượt tuyết Alpine World Cup và là người đoạt huy chương Olympic của Áo.
- Martin Höllwarth (sinh 1974), cựu vận động viên nhảy trượt tuyết, ba lần giành huy chương bạc tại Thế vận hội Mùa đông 1992.
- Hannes Aigner (sinh 1981), cựu cầu thủ bóng đá Áo với hơn 400 trận đấu.
- Michael Steinlechner (sinh 1987), cầu thủ bóng đá Áo với 266 trận đấu.
- Stephanie Brunner (sinh 1994), vận động viên trượt tuyết Alpine World Cup, huy chương bạc đồng đội tại Thế vận hội Mùa đông 2018.
- Franjo Ivanović (sinh 2003), cầu thủ bóng đá người Croatia.

## Quan hệ quốc tế

### Thành phố kết nghĩa
Schwaz kết nghĩa với:
| - Bourg-de-Péage - Mindelheim - Tramin - Trento | - Verbania - Satu Mare - Sant Feliu de Guíxols - East Grinstead |

## Thư viện hình ảnh

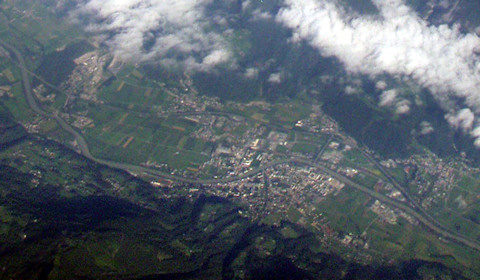
Toàn cảnh từ trên cao
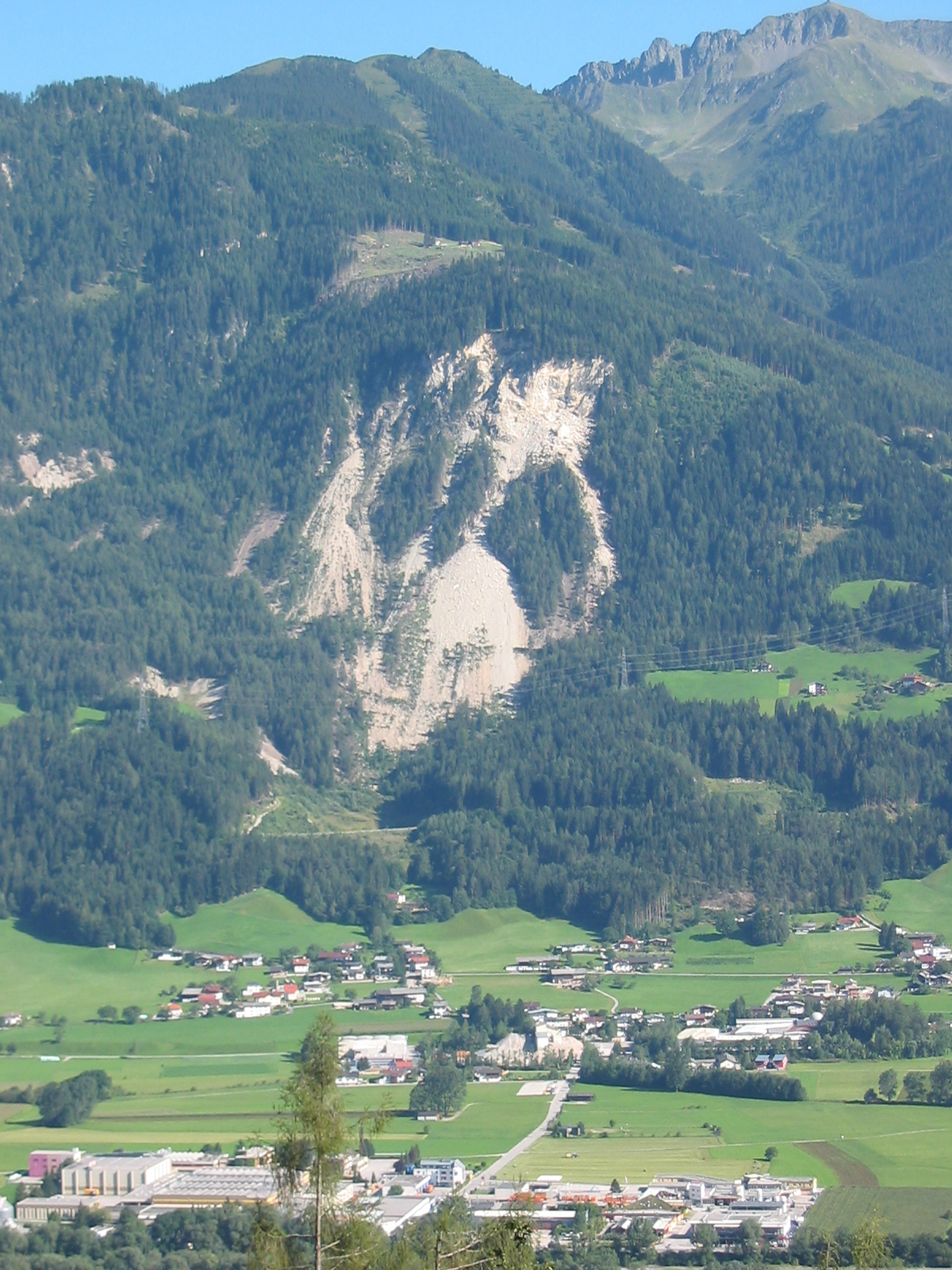
Eiblschrofen gần Schwaz, nhìn từ phía Bắc
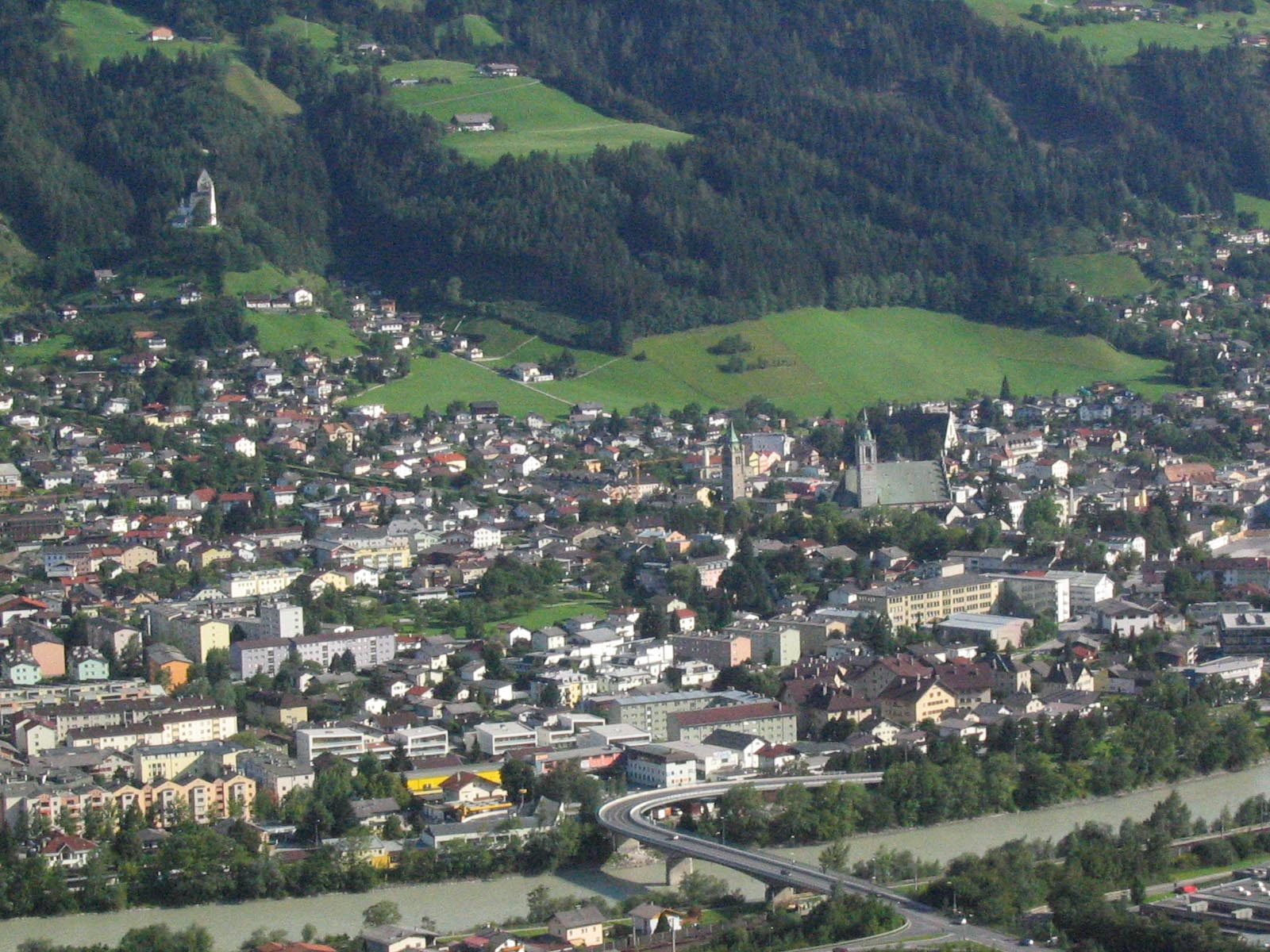
Schwaz nhìn từ phía Đông Bắc, cận cảnh hơn
Nhà thờ giáo xứ Schwaz, được cung hiến năm 1502Nhà thờ giáo xứ Schwaz, được cung hiến năm 1502
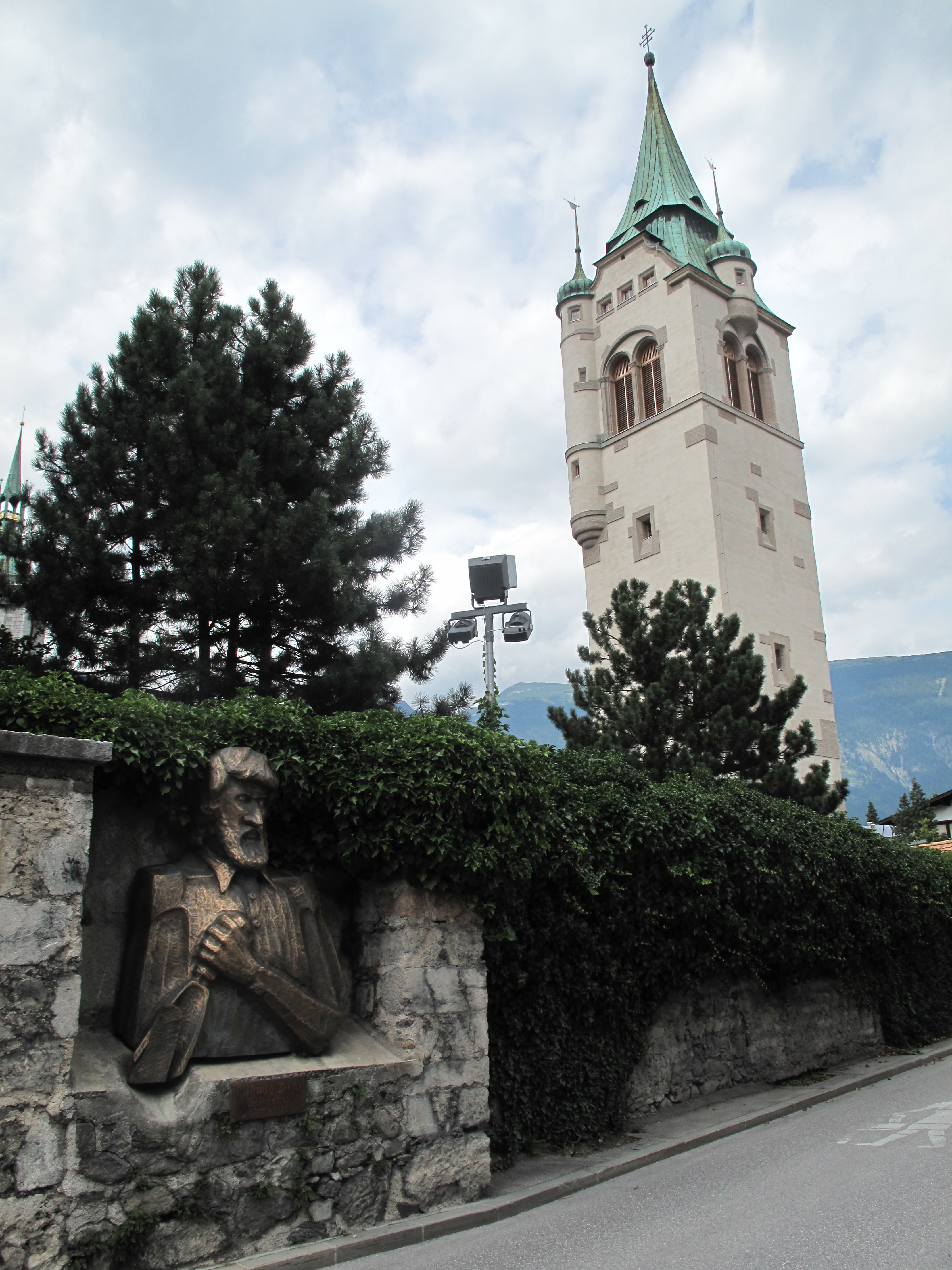
Tháp (Friedhofsturm) và tượng bán thân Ludwig Penz
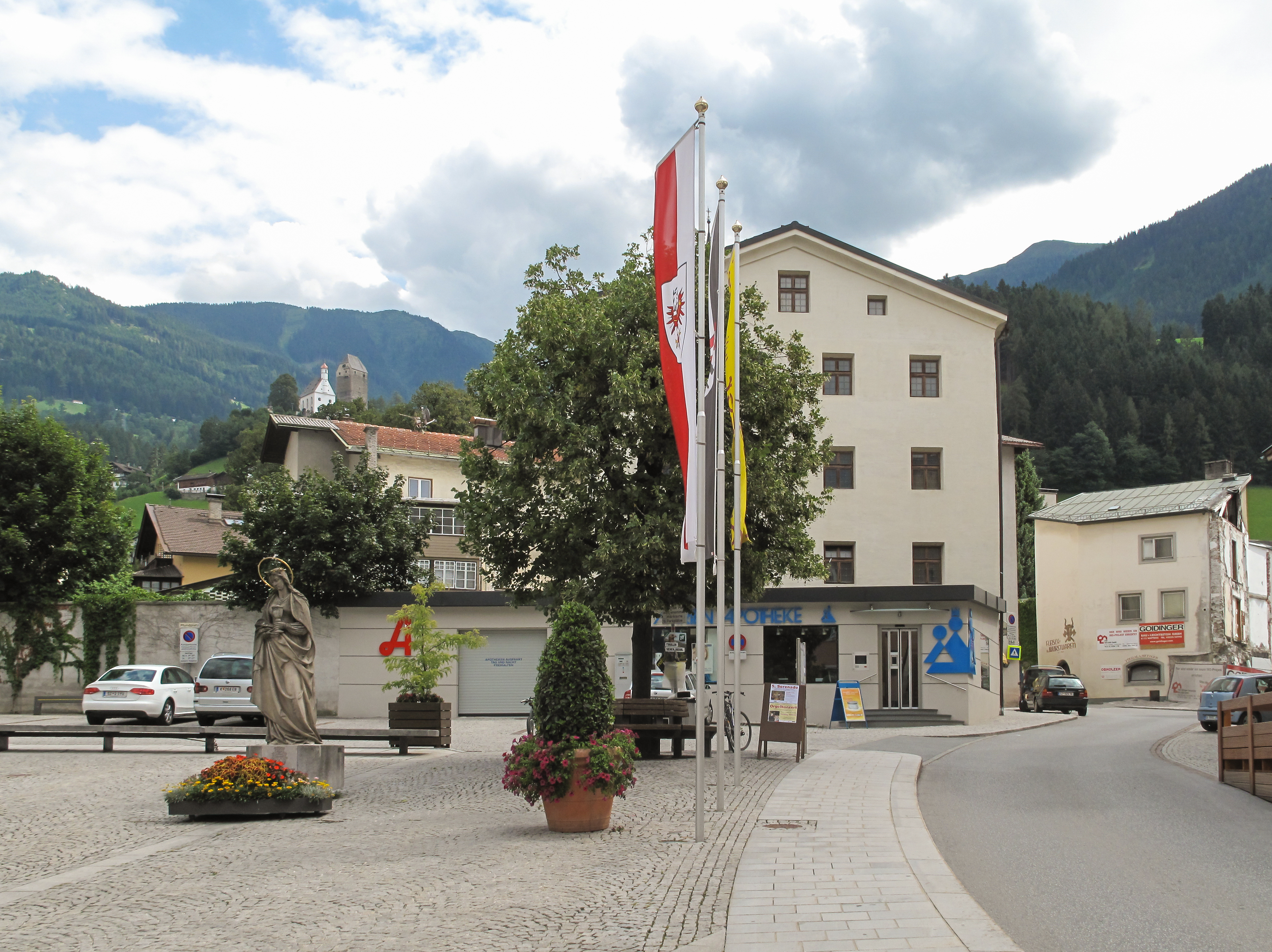
Quang cảnh một con phố